# إلياس سلفاتي
إلياس سلفاتي (1 فبراير 1967)، هو رسام توضيحي مغربي معاصر. تنقل بين باريس وطنجة ونيويورك.

## النشأة والتعليم
وُلِد إلياس سيلفاتي في مدينة طنجة الساحلية المغربية. درس في مدرسة الفنون الجميلة بتطوان، وحصل على دبلوم الفنون الجميلة. أقام ورشته في باريس، عندما أقام فيها لمدة عام. ثم سافر إلى مدريد، لمواصلة دراسته الفنية في جامعة كومبلوتنسي بمدريد حيث تخصص في صناعة المطبوعات.

## الحياة المهنية
استقر سيلفاتي في مدريد لمدة عشرين عامًا. وقد كتبت عنه عدة مقالات عن اعماله، أمثال مثل الطاهر بن جلون وأغوستين ديل فالي، ونقاد الفن مثل جان بيير فان تيغم، ويمكن رؤية أعمال سيلفاتي في العديد من المجموعات الخاصة والعامة بما في ذلك المتحف الوطني للطباشير في الأكاديمية الملكية الإسبانية للفنون الجميلة، والمركز الأفريقي، والمكتبة الوطنية الإسبانية، ومتحف المفوضية الأمريكية في طنجة. حضر سيلفاتي افتتاح متحف محمد السادس للفن الحديث والمعاصر في الرباط، حيث تعرض إحدى أعماله الفنية فيه.
عرض أعماله لأول مرة سنة 1987 في المكتبة الإسبانية بطنجة، ومنذ ذلك الحين أقام معارض في العديد من البلدان، منها:
1. معرض تالمارت، باريس 2013.
2. معرض محمد دريسي، طنجة 2013.
3. معرض أتيليه 21، الدار البيضاء 2011.
4. معرض تندوف، مراكش 2010.
5. مدينة الفنون، باريس 2007.
6. فندق دالبريت، باريس 2003.
7. معرض ديلاكروا، طنجة 2002.
8. شارك في مسيرة البقر في مدريد 2009.[4][5]

كما شارك في مهرجان Nuit Blanche في باريس في عامي 2010 و2012.
فازت أعماله الفنية بالعديد من الجوائز مثل جائزة الشرف في الجائزة الوطنية للطباعة في مدريد، إسبانيا في عام 2002، والجائزة الأولى في مسابقة الفنون "التفكير بيديك" التي عقدها معهد ثيربانتس في المغرب في عام 2000، واختيرت أعماله للعرض في ست نسخ من جائزة جريجوريو برييتو للرسم في إسبانيا واختيرت أعماله لمعرض Generacion 2000 الذي تعقده كل عام مؤسسة Caja de Madrid (مدريد للادخار والقروض) لتسليط الضوء على الجيل القادم من الفنانين المعاصرين الرائدين في إسبانيا. وهو متخصص في صناعة المطبوعات، وقد اختيرت مطبوعاته للعرض في ست طبعات من جائزة الطباعة الوطنية في مدريد بإسبانيا، وكذلك في نسختين من جائزة الطباعة التي عقدها متحف ماربيا للفن الحديث في جنوب إسبانيا.
حصل على منح دراسية وحضر ورش عمل في بلدان مختلفة. منحته إدارة الشؤون الثقافية الفرنسية في مدينة الفنون في باريس، منحة دراسية في عامي 2001 و2003. ودعي إلى مهرجان أصيلة للفنون ثلاث مرات لرسم جدارية والمشاركة في ورش العمل في المهرجان. وأيضاً لحضور ورشة عمل نظمتها مجموعة شيكانو في لوس أنجلوس، الولايات المتحدة الأمريكية في عام 1997.